# Actia crassicornis
Actia crassicornis là một loài ruồi trong họ Tachinidae.